# Janet O'Sullivan
Janet O'Sullivan, ou Janet Ní Shuilleabháin, é uma ativista pró-escolha do aborto na Irlanda. Ela é ex-porta-voz da Campanha pelo Direito ao Aborto. Em 2016, a BBC a incluiu na lista das 100 mulheres mais inspiradoras e influentes do mundo.

## Campanha
Janet O'Sullivan é uma ativista desde o início dos anos 1990, quando o Caso X foi notícia, e ela mesma fez um aborto alguns anos depois. Como porta-voz da Campanha pelo Direito ao Aborto, frequentemente ela escreveu para jornais nacionais e apareceu na rádio e na televisão na Irlanda em conversas sobre o assunto.
Janet também é um ativista da Bi-Visibilidade que fez campanha pela Igualdade no Casamento.

### Referendo sobre a Oitava Emenda
Janet O'Sullivan foi a favor da revogação da Oitava Emenda e está trabalhando para introduzir uma legislação que garanta que o direito de escolha às mulheres tanto na Irlanda como na Irlanda do Norte. Em 3 de abril de 2018, ela se registrou como terceira parte no SIPO, o órgão de fiscalização da ética do governo irlandês. Ela foi a única pessoa física a se registrar.